# Campiglia Tramonti
Campiglia Tramonti is een plaats (frazione) in de Italiaanse gemeente La Spezia.